# Вихляевский
Вихляевский — хутор в Новоаннинском районе Волгоградской области России. Входит в состав Деминского сельского поселения. Малая родина П. Н. Харитонова Героя Социалистического Труда (1990).
Население 42 человека (2010).

## География
Расположен в северо-западной части области. в лесостепи, в пределах Хопёрско-Бузулукской равнины, являющейся южным окончанием Окско-Донской низменности, и находится у оз. Ильмень.
Уличная сеть состоит из одного географического объекта: ул. Тополевая.
Абсолютная высота 85 метров над уровнем моря
.

## Население
| 2010 |
| ---- |
| 42   |

Гендерный состав
По данным Всероссийской переписи населения 2010 года в гендерной структуре населения из 42 человек мужчин — 22, женщин — 20 (52,4 и 47,6 % соответственно).
Национальный состав
Согласно результатам переписи 2002 года, в национальной структуре населения
русские составляли 98 % из общей численности населения в 84 человека

## Инфраструктура
Развитое сельское хозяйство. Личное подсобное хозяйство.
Ведется газификация хутора. Внутрипоселковый газопровод ввключён в областную целевую программу «Газификация Волгоградской области на 2013—2017 годы».

## Транспорт
Просёлочные дороги.